# جامعة غازي
جامعة غازي (بالتركية:Gazi Üniversitesi) هي جامعة عامة تركية تقع في العاصمة التركية، أنقرة. أنشأها عام 1926 كمال أتاتورك تحت اسم معهد غازي لتدريب المعلمين. في عام 1982 اندمجت مع عدد من الأكاديميات والكليات الأخرى لتتحول إلى جامعة. واليوم تضم جامعة غازي 15 كلية، فضلاً عن 9 كليات مهنية للتعليم العالي، و26 مركز أبحاث و 6 معاهد للدراسات العليا.
تعد جامعة غازي من أكبر الجامعات التركية، إذ يبلغ عدد طلابها نحو 57 ألف طالب، منهم نحو 1500 طالب جاؤوا من أبناء الشعوب التركية من دول وسط آسيا.

## الكليات
- كلية التربية
- كلية طب الأسنان
- كلية العلوم والفنون
- كلية الفنون الجميلة
- كلية التربية للفنون الصناعية
- كلية الحقوق
- كلية العلوم الاقتصادية والإدارية
- كلية الاتصالات
- كلية الهندسة
- كلية التربية التقنية
- كلية الطب
- كلية التربية الصحية
- كلية التجارة والسياحة
- كلية التربية المهنية

## معاهد الدراسات العليا
- معهد العلوم التربوية
- معهد العلوم الاجتماعية
- معهد العلوم الطبيعية والتطبيقية
- معهد العلوم الصحية

## من الخريجين
- إلهان برك: شاعر وأديب
- أوزديمير إينجة: شاعر وكاتب. مترجم رواية «موسم الهجرة إلى الشمال» للكاتب السوداني الطيب صالح إلى اللغة التركية.
- عباس غوتشلو: صحفي ومقدم برامج تلفزيونية
- زكي سيزار: الرئيس السابق لحزب اليسار الديمقراطي
- بلند بزدود: موسيقي نال جائزة غرامي.
- حمزة يرليكايا: رياضي مشهور
- فقير بايكورت: روائي تركي
- مليح كوكجاك: رئيس بلدية أنقرة الكبرى حاليا
- سنان آيغون: رئيس غرفة التجارة في أنقرة
- محمد ظافر تشاغلايان: وزير التجارة والصناعة
- إينجي آرال: روائة وقصاصة تركية
- خندان إيبيكجي: مخرجة سينمائية
- جاهد طوران

## وصلات خارجية
- الموقع الرسمي لجامعة غازي (بالتركية) نسخة محفوظة 10 يوليو 2017 على موقع واي باك مشين.
- الموقع الرسمي لجامعة غازي (بالإنجليزية)
- التقدم بالطلب للطلاب الأجانب لبرامج الليسانس في جامعة غازي (بالعربية)